# Riserva naturale Fiume Fiumefreddo
La riserva naturale Fiume Fiumefreddo è un'area naturale protetta situata nei comuni di Calatabiano e Fiumefreddo di Sicilia, nei pressi della foce del fiume Fiumefreddo, in provincia di Catania.

## Territorio
Il corso d'acqua, di appena 2 km, sorge nella piccola pianura costiera, a sud della cittadina omonima. Il fiume è alimentato da due sorgenti: la principale è Quadara grande, un insieme di piccole sorgenti; la seconda, Capo d'acqua, è la più lontana dal mare, e di portata minore.
Un tempo, i fenomeni di risorgiva, avevano creato un vasto sistema palustre sulla zona costiera orientale etnea, a ridosso del litorale tra Riposto e Fiumefreddo. Le bonifiche, dal secolo scorso a gli anni cinquanta, hanno portato alla riduzione dell'area umida. Così dell'antico sistema palustre restano soltanto il fiume Fiumefreddo e il pantano Gurna nei pressi di Mascali.
La riserva si estende per circa 108 ettari e riveste una grande importanza per la tutela dell'habitat fluviale del ranuncolo acquatico di cui rappresenta l'unica stazione di rilevamento di tutto il centro sud d'Italia.
La vegetazione lungo le acque freddissime del fiume (12-13 gradi tutto l'anno) si caratterizza come tipica flora mediterranea; le zone circostanti sono coltivate per lo più ad agrumeto o altre colture specializzate che si avvantaggiano dell'acqua offerta dal fiume che è perenne. Nei pressi delle polle d'acqua sorgiva che affiora alla superficie delle paludi della piana di Mascali e dà origine al fiume, resiste una preziosa formazione di papiro (Cyperus papyrus siculus), assieme a una rigogliosa vegetazione di tipo palustre con cannuccia, carice e giunco e specie igrofile rare o assenti nel resto dell'Isola.
La riserva è tipologicamente individuata come "riserva naturale orientata al fine di consentire la conservazione della flora acquatica ed il ripristino, lungo gli argini, della vegetazione mediterranea".

## Accessi
La zona nella quale insiste la riserva è accessibile sia dalla SS 114 Messina-Catania che dall'Autostrada A18 Messina-Catania con uscita al casello di Fiumefreddo.